# Esperanto-bijeenkomst
Een Esperantobijeenkomst is een bijeenkomst waarop (de meeste van) de deelnemers de internationale taal Esperanto spreken.

## Wereldbijeenkomsten
Wereldbijeenkomsten vinden elk jaar in een ander land plaats. De belangrijkste zijn
- het Universeel Esperantocongres (Universala Kongreso - UK)
- het congres van de Vereniging zonder Grenzen (Sennacieca Asocio Tutmonda - SAT-kongreso)
- het Aziatische Esperantocongres (Azia Kongreso de Esperanto - AKE)
- het Amerikaanse Esperantocongres (Tut-Amerika Kongreso Esperanta - TAKE)

## Wereld-jongerenbijeenkomsten
- het Internationaal Jongerencongres (Internacia Junulara Kongreso - IJK)
- TEJO-Seminarie

## Landelijke en regionale jongerenbijeenkomsten
Hoewel deze bijeenkomsten ieder jaar in hetzelfde land of dezelfde regio plaatsvinden, zijn het wel degelijk internationale bijeenkomsten in die zin dat de deelnemers uit de hele wereld komen.

### In Nederland en Vlaanderen
- Printempa Renkontiĝo (PR) VoorjaarsBijeenkomst van de Nederlandse Esperanto-Jongeren
- PostSomera KlaĉKunveno (PSKK; letterlijk vertaald "Nazomerse Kletsbijeenkomst") van de Vlaamse Esperanto-Jongeren

### In andere landen
- Festo in Frankrijk
- Internaciaj Renkontoj in Plouézec (Frankrijk)
- Internationaal Jongerenfestival (Internacia Junulara Festivalo - IJF) in Italië
- Internationale Jongerenweek (Internacia Junulara Semajno - IJS) in Hongarije
- Internationaal Seminarie (Internacia Seminario - IS) in Duitsland
- Jongeren-Esperantoweekeinde (Junulara Esperantista Semajnfino - JES) in de Verenigde Staten
- Kafoklaĉa Internacia Somera Renkontiĝo (KISO) in Duitsland
- Komuna Seminario (KS) in Azië
- Memzorga Lagumado (MELA) in Hongarije
- MontKabana Renkontiĝo (MKR) in Oostenrijk, Slovenië of Kroatië
- Okcidenta Somera Junulara Tendaro (OkSEJT) in Rusland

## Bijeenkomsten voor families en jonge kinderen
- Internationaal Festival (Internacia Festivalo - IF) in Duitsland
- Novjara Renkontiĝo (NR), de eindejaarsbijeenkomst van de vereniging Esperantoland in Duitsland
- SOMERE in Duitsland, de zomerbijeenkomst van Esperantoland in Duitsland
- Internacia Infana Kongreseto (IIK)
- Printempa Semajno Internacia (PSI) in Duitsland
- Bijeenkomst van Esperantogezinnen (Renkontiĝo de Esperantistaj Familioj - REF)
- Berlina Arbara Renkontiĝo (BARO) in Duitsland

## Culturele bijeenkomsten
- Artaj Konfrontoj en Esperanto (ARKONES)
- Esperanto - Lingvo Arta (EoLA)
- Internacia Literatura Forumo (ILF)
- Kultura Arta Festivalo de Esperanto (KAFE)
- Kultura Esperanto-Festivalo (KEF)
- Mediteranea Konferenco de Esperantologio (MKE)